# Première offensive d'Alep
Guerre civile syrienne
La première offensive d'Alep ou opération Northern Storm (Tempête du Nord) est une campagne de l'armée arabe syrienne ayant lieu entre octobre et décembre 2013 durant la guerre civile syrienne. Elle vise à rouvrir un corridor à travers les territoires tenus par les insurgés entre Alep (alors en pleine insurrection) et la région de Homs sous le contrôle du régime syrien. L'offensive débute par l'attaque de la ville stratégique de Khanasir le 3 octobre 2013. L'offensive est un succès, le corridor entre Alep et Homs est rouvert et demeurera sous le contrôle du régime même durant l'apogée de l'État islamique en 2014.

## Contexte

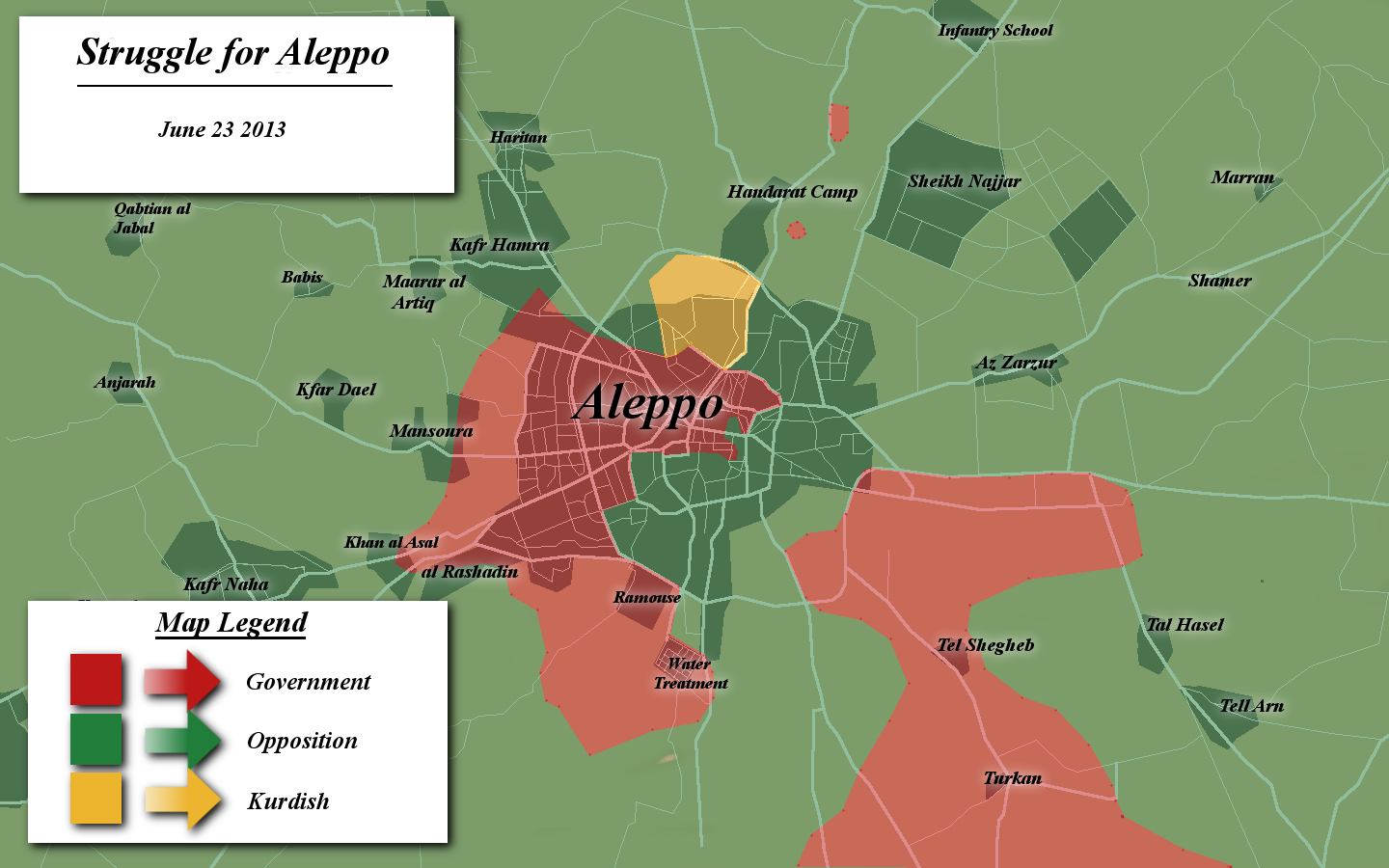
Situation à Alep en Juin 2013 (régime syrien en rouge, rebelles en vert, kurdes en jaune)

En juin 2013, après la capture de Qousseir, les forces gouvernementales lancent l'offensive Northern Storm dans la province d'Alep afin de reconnecter les zones disparates sous son contrôle dans la province afin de rouvrir des routes d'approvisionnement. La pression accrue des rebelles dans la province de Homs conduit le gouvernement à abandonner l'offensive et à y redéployer ses troupes, laissant ses lignes d'approvisionnement vers la ville d'Alep vulnérables aux attaques.
Plus tard dans l'été 2013, les rebelles profitent de cette faiblesse stratégique et lancent fin juillet, une offensive à l'ouest de la ville d'Alep aboutissant à la capture de plusieurs banlieues et au massacre de soldats gouvernementaux capturé. 
Le 5 août, la base aérienne de Menagh, longtemps assiégée, dans le nord de la province, tombe aux mains des rebelles. Le 26 août, les rebelles capturent la ville stratégique de Khanasir, coupant ainsi la dernière route d'approvisionnement contrôlée par le régime entre Alep et la région de Homs.
Les rebelles se tournent ensuite vers la campagne au sud de la ville d'Alep, contrôlée par le gouvernement. Le 20 septembre, une coalition d'au moins dix groupes rebelles dirigée par Ahrar al-Sham et la Brigade Tawhid lance une offensive appelée wal-'Adiyat Dabha contre les positions du gouvernement entre la périphérie sud de la ville et la ville d'Al-Safira tenue par les rebelles. Au cours des six premiers jours de l'offensive, les rebelles font des progrès significatifs et déclarent avoir capturé au moins 25 villages. En réponse, les forces gouvernementales basée à l'aéroport international d'Alep sont redéployées vers le sud pour contrer l'offensive rebelle.

## Offensive

### Prise de Khanasir et réouverture de l'autoroute

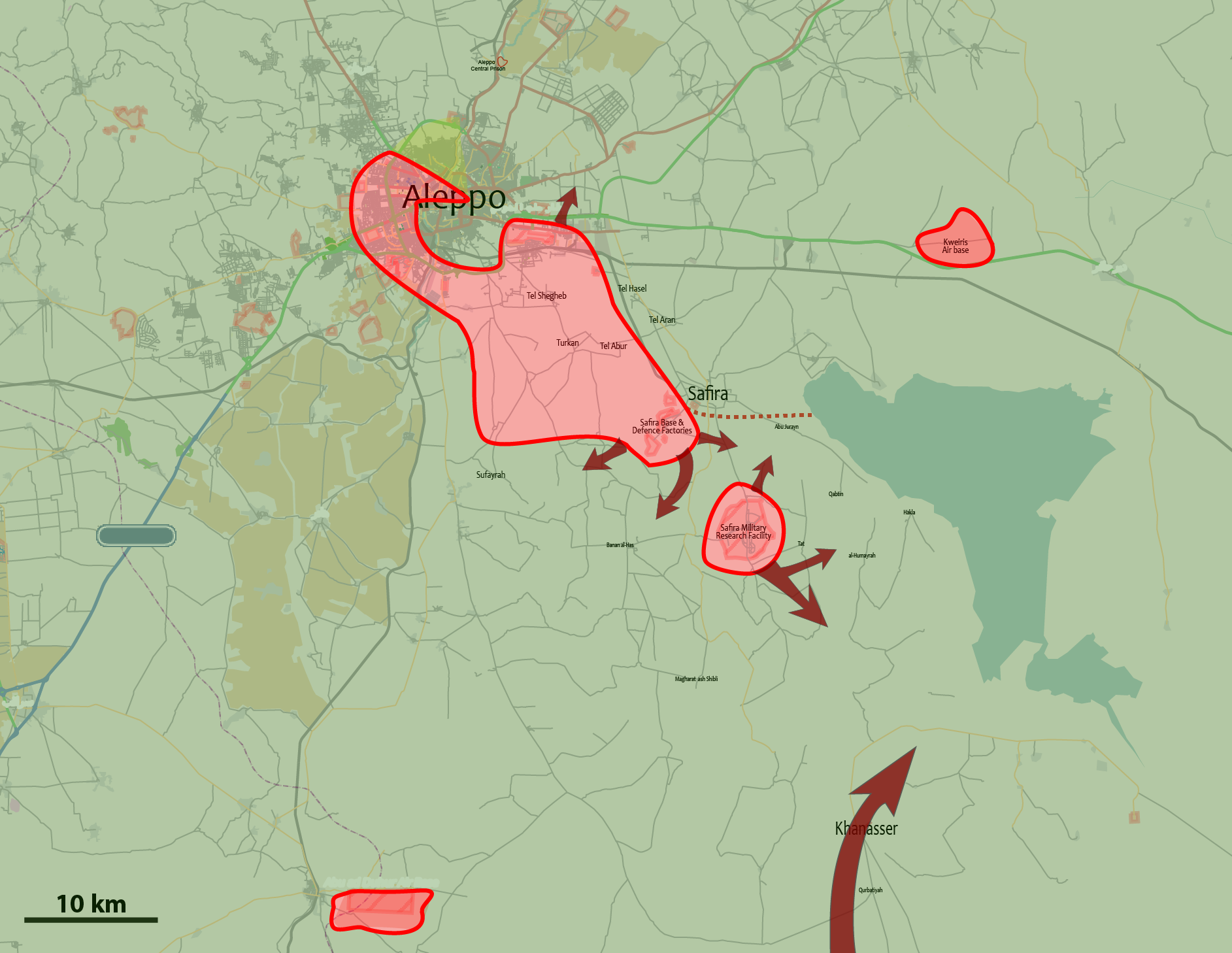
Situation en septembre 2013 avant le début de l'offensive de Khanasir (Khanasir en bas de la carte au niveau de la flèche)

Pour rouvrir les lignes de ravitaillement vers la ville d'Alep, le gouvernement lance une contre-offensive le long de la « route du désert » reliant Alep et Salamiyah. Les forces gouvernementales dépêchent un important convoi appuyé par un soutien aérien lourd. La ville de Khanasir, capturée par les rebelles en août est le premier objectif majeur car elle occupe un point d'étranglement critique sur la route. 
Le 1er octobre, le bombardement de Khanasir et les combats entre l'armée et les rebelles dans les environs de la ville tuent au moins 20 combattants rebelles. Le village de Jub al-Ghaws, près de Khanasir est bombardé par des hélicoptères tandis que l'OSDH rapporte que des tirs rebelles ont atteint un avion de chasse au-dessus de Khanasir. 
Le 2 octobre, l'OSDH annonce la progression de l'armée syrienne dans Khanasir prenant le contrôle de plusieurs parties de la ville et rapporte un grand nombre de frappes aériennes sur les positions rebelles. Le 3 octobre, l'armée syrienne contrôle la ville de Khanasir, au moins 25 combattants rebelles et 18 miliciens pro-gouvernementaux sont tués entre le 1er et 2 octobre. 
Le 4 octobre, huit rebelles sont tués lors de combats avec l'armée dans les montagnes d'al-Hmeira, près d'al-Safira.  
Le 7 octobre, l'armée brise le siège d'Alep en réussissant à rouvrir la route reliant Alep à Khanasir. Elle capture alors de nombreux villages environnants. Des convois transportant de la farine, des vivres et du carburant sont envoyés à Alep.  
Le 9 octobre sont rapportés des massacres par les rebelles de soldats du gouvernement dans un village qui venait d'être capturé par l'armée. Ailleurs dans le gouvernorat, l'armée prend le contrôle des villages de Al-Hamam, Al-Qurbatiy et les rebelles se replient sur Al-Qintein et Al-Bouz. 

### Capture d'al-Safira et Tell Aran

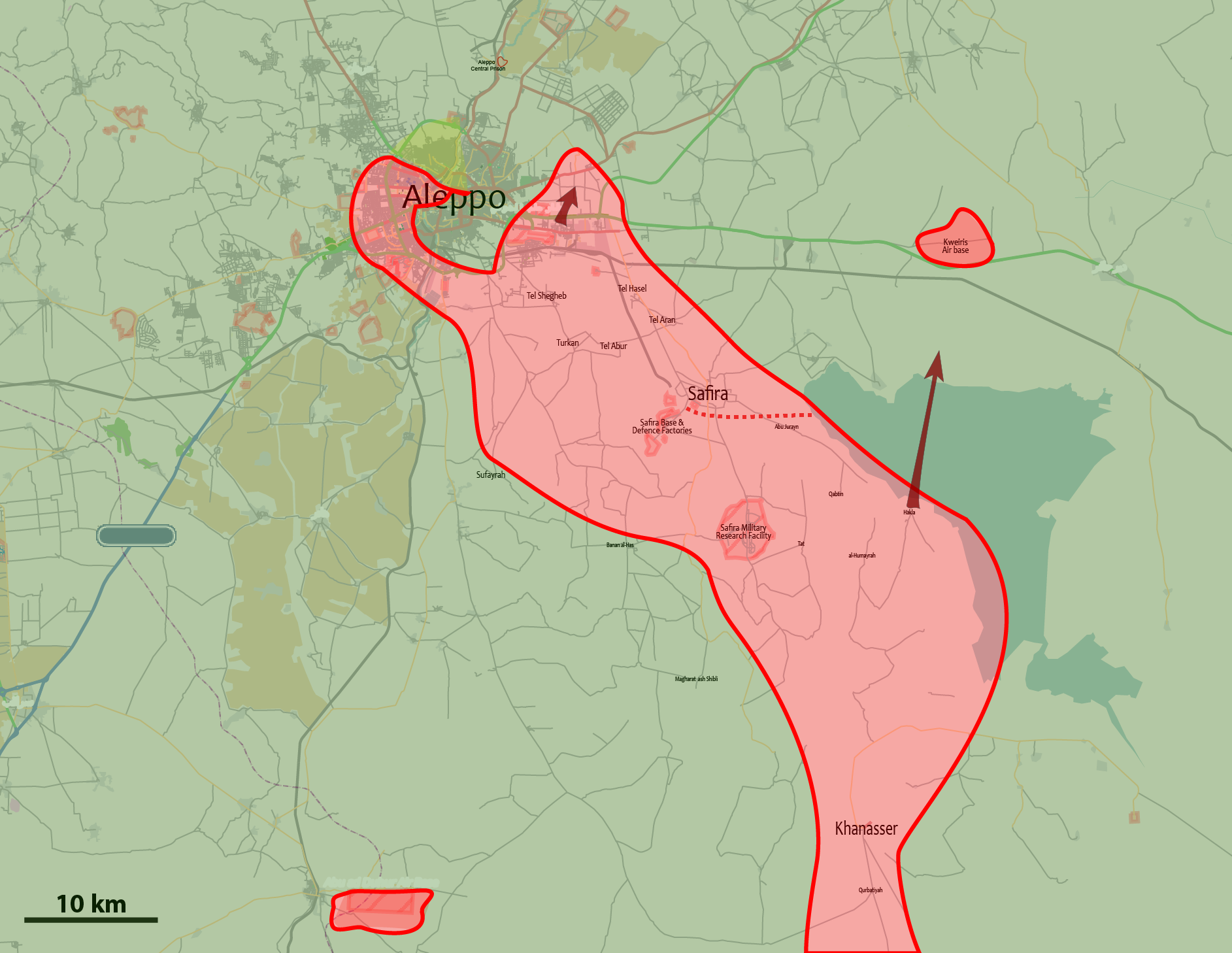
Situation en novembre 2013 après la réouverture du corridor de Khanasir (7 octobre) et la prise d'al-Safira (1Er novembre)

Le 10 octobre, l'armée gouvernementale effectue de violents bombardements et frappes aériennes sur la ville d'al-Safira tenue par les rebelles. Les bombes atteignent le marché de la ville et tuent 16 à 18 civils. Al-Safira est une ville stratégique. Selon un rebelle, si les insurgés en perdent le contrôle, tous les progrès accomplis par l'insurrection au cours de l'année précédente dans le secteur d'Alep pourraient être perdus en quelques jours,.
Le 11 octobre, après des affrontements, l'armée syrienne capture le village d'Abu Jurayn, au sud d'al-Safira.
Les 17 et 18 octobre, les bombardements intensifs de l'armée sur la ville kurde de Tell Aran, tenue par les rebelles, font 21 morts et 11 blessés parmi les civils. La ville avait été prise aux forces kurdes par les rebelles djihadistes en juillet 2013.

Du 8 au 25 octobre, 76 personnes sont tuées par les bombardements sur al-Safira. Médecins sans frontières rapporte que plus de 130 000 personnes ont fui la ville.

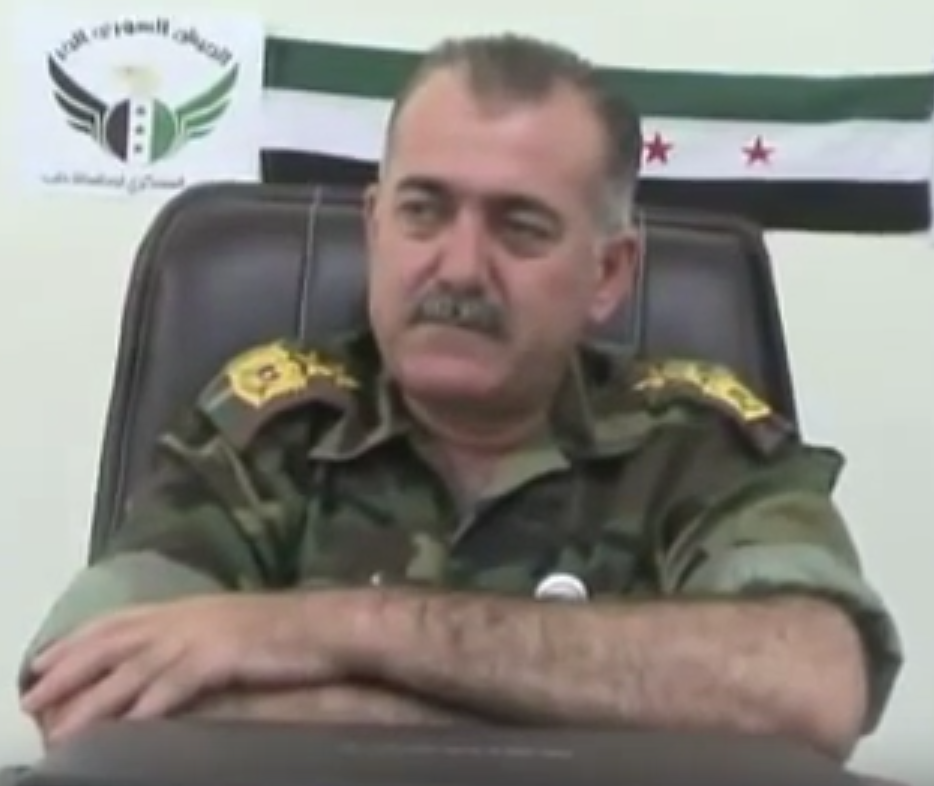
Abdul Jabbar al-Oqaidi, commandant de l'Armée syrienne libre de la province d'Alep démissionne le 4/11/2013 à la suite de la prise d'al-Safira

Le 30 octobre, l'armée syrienne entre dans al-Safira et s'empare de plusieurs bâtiments dans la partie sud de la ville. Le lendemain, elle s'empare de la partie est de la ville et le matin du 1er novembre, la ville est sous le contrôle l'armée syrienne.
Le 2 novembre, l'armée syrienne soutenue par des officiers du Hezbollah, capture le village d'Aziziyeh dans la banlieue nord de al-Safira,.
Le 4 novembre, à la suite de la perte d'Al-Safira, Abdul Jabbar al-Oqaidi, commandant de l'Armée syrienne libre de la province d'Alep, démissionne. Il critique la désunion et les tenisons internes à la rébellion ainsi que l'attitude de la communauté internationale.
Le 6 novembre, l'armée capture la majeure partie de la ville kurde de Tell Aran et force les insurgés à en sortir. Les combats se poursuivent jusqu'au 11 novembre,.

### Bataille de la base 80

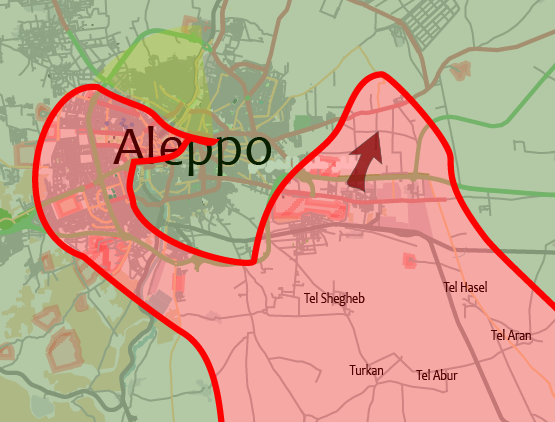
Capture de la Base 80 entre le 8 et le 10 novembre 2013

Le 8 novembre 2013, avant le lever du soleil, l'armée syrienne appuyée par des milices pro-gouvernementales et par des soldats du Hezbollah lance une attaque contre la « Base 80 » (ex-base de la 80e brigade de l'armée syrienne), située au nord de l'aéroport international d'Alep et contrôlée par les rebelles depuis février 2013. Les forces gouvernementales, appuyées par des chars et de l'artillerie lourde, enclenchent « le plus gros barrage d'artillerie depuis plus d'un an ». Selon Al-Jazeera, si la base retombait entre les mains de l'armée, les routes d'approvisionnement des rebelles entre la ville d'Alep et la ville d'Al-Bab (située à environ 30 kilomètres de la frontière turque et contrôlée par les insurgés) seraient coupées. Durant la mâtinée, l'armée reprend plusieurs zones de la « Base 80 » défendue par des insurgés syriens et des soldats de l'Etat islamique. Dans l'après-midi, les défenseurs reçoivent des renforts et se regroupent. Pendant les combats, deux douzaines de frappes aériennes et d'artillerie atteignent les positions rebelles,. 
Dans la nuit du 8 au 9 novembre, les rebelles contre-attaquent et à l'aube, ils sont en possession de la majeure partie de la base et les combats se poursuivent,. 
Le 10 novembre, les combats perdurent autour et à l'intérieur de la base. Au cours des affrontements, deux véhicules blindés de l'armée sont touchés et un char rebelle est détruit, tuant cinq insurgés,. Dans l'après-midi, l'armée contrôle entièrement la base. Selon l'OSDH, 63 rebelles dont au moins 11 combattants étrangers, et 32 soldats sont tués au cours de la bataille.   

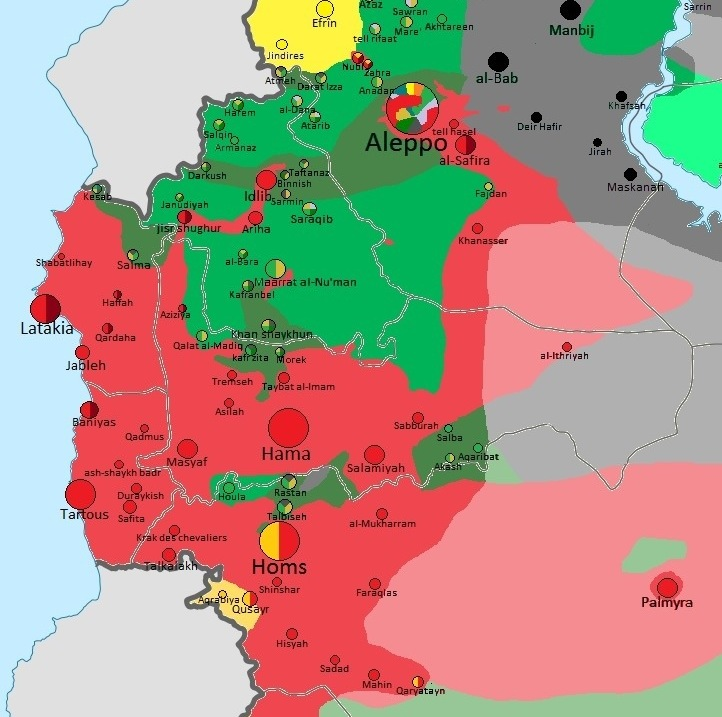
Situation en janvier 2014